# Catherine Eckerle
Pour les articles homonymes, voir Eckerle.
Catherine Eckerle est une comédienne française de télévision, cinéma et théâtre.
Elle étudie au Conservatoire national supérieur d'art dramatique (1974).

## Filmographie

### Cinéma
- 1977 : Va voir maman, papa travaille de François Leterrier
- 2001 : Le Roman de Lulu de Pierre-Olivier Scotto (La mère de Lulu)
- 2005 : Un vrai bonheur de Didier Caron
- 2005 : Palais Royal ! de Valérie Lemercier (l'Impératrice du Japon)
- 2009 : Les Couples de Soo Ja D. Pracca

### Télévision
- 1976 : Christophe Colomb de Jean-Paul Carrère
- 1978 : Claudine en ménage d'Édouard Molinaro
- 1978 : Il était un musicien, épisode : Monsieur Srauss d'Édouard Molinaro
- 1979 : Christophe Colomb de Jean-Paul Carrère
- 1983 : Par ordre du Roy de Michel Mitrani : (Madeleine)
- 1988 : Les Enquêtes du commissaire Maigret : Maigret et le Voleur paresseux de Jean-Marie Coldefy
- 1991 : Cas de divorce (Maître Forestier)
- 1991 : Tribunal série juridique française de Bernard Dumond, Dominique Masson, Claire Blangille : (Maître Dumas)
- 2000 : Un et un font six de Jean-Pierre Vergne, épisodes : Chassé croisé et Vive la mariée : (La psychologue)
- 2005 : Granny Boom de Christiane Lehérissey
- 2012 : Le Jour où tout a basculé, épisode L'adultère de mon mari m'a fait sombrer : Mme Ménard

## Théâtre
- 1972 : Au théâtre ce soir : L'École des contribuables de Louis Verneuil et Georges Berr, mise en scène Robert Manuel, réalisation Pierre Sabbagh, Théâtre Marigny
- 1972 : Au théâtre ce soir : Lysistrata d'Albert Husson d'après Lysistrata d'Aristophane, mise en scène Robert Manuel, réalisation Georges Folgoas, Théâtre Marigny
- 1972 : Le Plaisir conjugal d'Albert Husson, mise en scène Robert Manuel, Théâtre de la Madeleine
- 1972 : Le Jour le plus court de Jean Meyer, mise en scène de l'auteur, Théâtre des Célestins
- 1973 : Le Paysan parvenu d'Albert Husson d'après Marivaux, mise en scène Jean Meyer, Théâtre des Célestins
- 1973 : Harold et Maude de Colin Higgins, mise en scène Jean-Louis Barrault, Théâtre Récamier
- 1974 : Le Suicidaire de Nikolaï Erdman, mise en scène Jean-Pierre Granval, Théâtre Récamier
- 1974 : Isabella Morra d'André Pieyre de Mandiargues, mise en scène Jean-Louis Barrault, Théâtre d'Orsay
- 1974 : Ainsi parlait Zarathoustra de Friedrich Nietzsche, mise en scène Jean-Louis Barrault, Théâtre d'Orsay
- 1975 : Christophe Colomb de Paul Claudel, mise en scène Jean-Louis Barrault, Théâtre d'Orsay
- 1980 : Harold et Maude de Colin Higgins, mise en scène Jean-Louis Barrault, Théâtre d'Orsay
- 1982 : Le Marchand de Venise de William Shakespeare, mise en scène Jean Meyer, Théâtre des Célestins
- 1990 : Les Maxibules de Marcel Aymé, mise en scène Gérard Savoisien, théâtre Édouard VII
- 1993 : La Chatte sur un toit brûlant de Tennessee Williams, mise en scène Michel Fagadau, Théâtre Marigny
- 1998 : Surtout ne coupez pas d'après Sorry, wrong number de Lucille Fletcher, mise en scène Robert Hossein, Théâtre Marigny (intervention filmée)
- 2007 : Couleurs de femmes, l'été, Théâtre Jean Vilar Vitry-sur-Seine